# Józef Narzymski

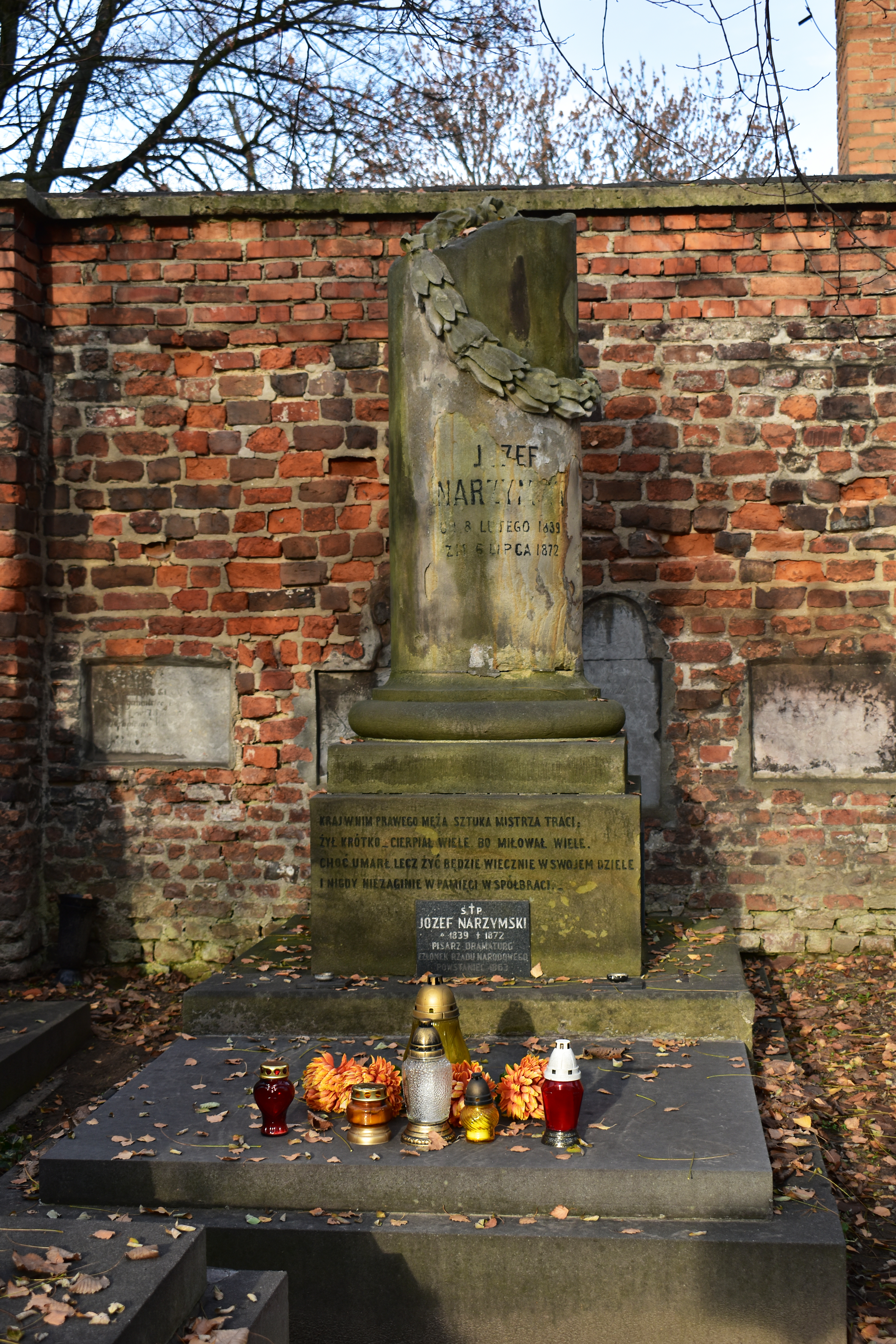
Grób Józefa Narzymskiego na cmentarzu Rakowickim

Józef Narzymski (ur. 8 lutego 1839 w Radzikach Małych, zm. 6 lipca 1872 w Jaworzu) – polski powieściopisarz, dramaturg i publicysta; członek Rządu Narodowego w powstaniu styczniowym. Właściciel majątku w Bogatem koło Przasnysza.

## Życiorys
Pochodził z patriotycznego rodu szlacheckiego. Przed wybuchem powstania brał czynny udział w konspiracji, politycznych manifestacjach. Od 1862 roku był związany z Komitetem Centralnym Narodowym. Podczas powstania styczniowego był członkiem Rządu Narodowego (tzw. wrześniowego). Po upadku powstania przebywał na emigracji w Paryżu i Dreźnie. Od 1868 roku mieszkał w Krakowie. 
Debiutował artykułami publicystycznymi w roku 1861 na łamach prasy warszawskiej. Współpracował wtedy szczególnie z „Tygodnikiem Ilustrowanym”, „Gazetą Warszawską”. Początkowo pisał o poezji romantycznej, którą wysoko cenił (zwłaszcza twórczość Juliusza Słowackiego). Pisał do „Kraju”, „Sobótki” i „Tygodnika Wielkopolskiego”. W latach 1869–1871 w „Dzienniku Poznańskim” ukazywały się jego korespondencje z Krakowa O tym i o owym, które były polemikami z galicyjskimi konserwatystami i demokratami. 
Chorował na gruźlicę. W roku 1871 udał się do Włoch w celu leczenia. Zmarł w wieku 33 lat, 5 lipca 1872 roku w czasie podróży powrotnej do ojczyzny. Pochowany na cmentarzu Rakowickim w Krakowie.

## Upamiętnienie
W Krakowie w dzielnicy II Grzegórzki znajduje się ulica jego imienia.

## Twórczość
- 1861 – Wielki człowiek powiatowy
- 1863 – Niekomiczna komedia[4]
- 1869 – Emigrant w Galicji (współautor Władysław Sabowski)[1]
- 1869 – Poświęcenia (współautor Władysław Sabowski)[1]
- 1871 – obrazek sceniczny  z czasów kościuszkowskich  Pan prezydent miasta Krakowa w kłopotach[1]
- 1871 – Epidemia[1]
- 1872 – Pozytywni[1]
- 1873 – Ojczym[5]
- 1873 – Trzy miesiące